# Neritina tiassalensis
Neritina tiassalensis је пуж из реда Cycloneritimorpha и фамилије Neritidae. 

## Угроженост
Ова врста је крајње угрожена и у великој опасности од изумирања.

## Популациони тренд
Популациони тренд је за ову врсту непознат.

## Станиште
Станишта врсте су речни екосистеми и слатководна подручја.